# Cobaeaceae
Cobaeaceae is een botanische naam, voor een familie van tweezaadlobbige planten. Een familie onder deze naam wordt zelden erkend door systemen voor plantentaxonomie, en ook niet door het APG-systeem (1998) en het APG II-systeem (2003).
Indien erkend zal de familie uit slechts één geslacht bestaan. Meestal worden de betreffende planten ingedeeld bij de familie Polemoniaceae.